# Cesiomaggiore
Cesiomaggiore är en ort och kommun i provinsen Belluno i regionen Veneto i Italien. Kommunen hade 3 958 invånare (2018).